# Perro blanco
Perro blanco (en inglés, White Dog) es una película dramática estadounidense de 1982. Dirigida por el director Samuel Fuller y producida por Paramount Pictures, se inspira lejanamente en la película The Black Cat y en el condicionamiento conductista que en 1971 apareció en La naranja mecánica de Kubrick. Está protagonizada por Kristy McNichol, Paul Winfield, Burl Ives y Jameson Parker.

## Sinopsis
Una joven actriz llamada Julie Sawyer atropella a un perro pastor alemán de color blanco, después de lo cual se hace cargo de él mientras intenta localizar a su verdadero dueño. 
El perro a un principio se muestra en momentos cariñoso y fiel protector con Julie. Aunque ésta con el tiempo, advierte un comportamiento extraño al can. Su conducta pacífica empezará a cambiar cuando se encuentre ante un hombre o una mujer de raza negra. Ha sido adiestrado desde cachorro para convertirse en un verdadero "perro blanco", de carácter superior. Su misión será atacar y asesinar, gracias al entrenamiento racista al que se lo ha sometido, a todas las personas de raza negra.

## Producción y polémicas
El cineasta pacifista Samuel Fuller utiliza la misma parábola sobre el condicionamiento aversivo que en La naranja mecánica (1971), pero en un perro condicionado violentamente hacia los negros en su película White dog / Perro blanco (1982), inspirada en una novela autobiográfica de 1970 escrita por Romain Gary que iba a filmar en Estados Unidos Roman Polanski antes de huir del país. Romain Gary y su esposa la actriz Jean Seberg se habían suicidado y el proyecto pasó a Samuel Fuller. Pero la productora estaba preocupada ante una película que trataba un tema tan fuerte como el racismo, y tras resistirse a estrenarla, solo la expuso una semana en cuatro cines, sin tráiler, sin póster y sin promoción. No se comercializó y fue archivada como no comercial por Paramount. Atónito y herido por todo esto, Fuller se mudó a Francia y nunca más dirigió otra película estadounidense. Más tarde, en abril de 1987, durante una entrevista celebrada en Milán, Fuller declaró que Paramount archivó la película también porque temían reacciones negativas del Ku Klux Klan.